# Maru 3 Keikaku
Das 3. Kreis-Bauprogramm (japanisch マル3計画 Maru 3 Keikaku oder auch 第三次海軍軍備補充計画 Dai-San-Ji Kaigun Gunbi Hojū Keikaku) war ein Flottenrüstungsprogramm der Kaiserlich Japanischen Marine von 1937. Es ist das dritte von vier Programmen, welche für die japanische Marine in den 1930ern bewilligt wurden.

## Allgemeines

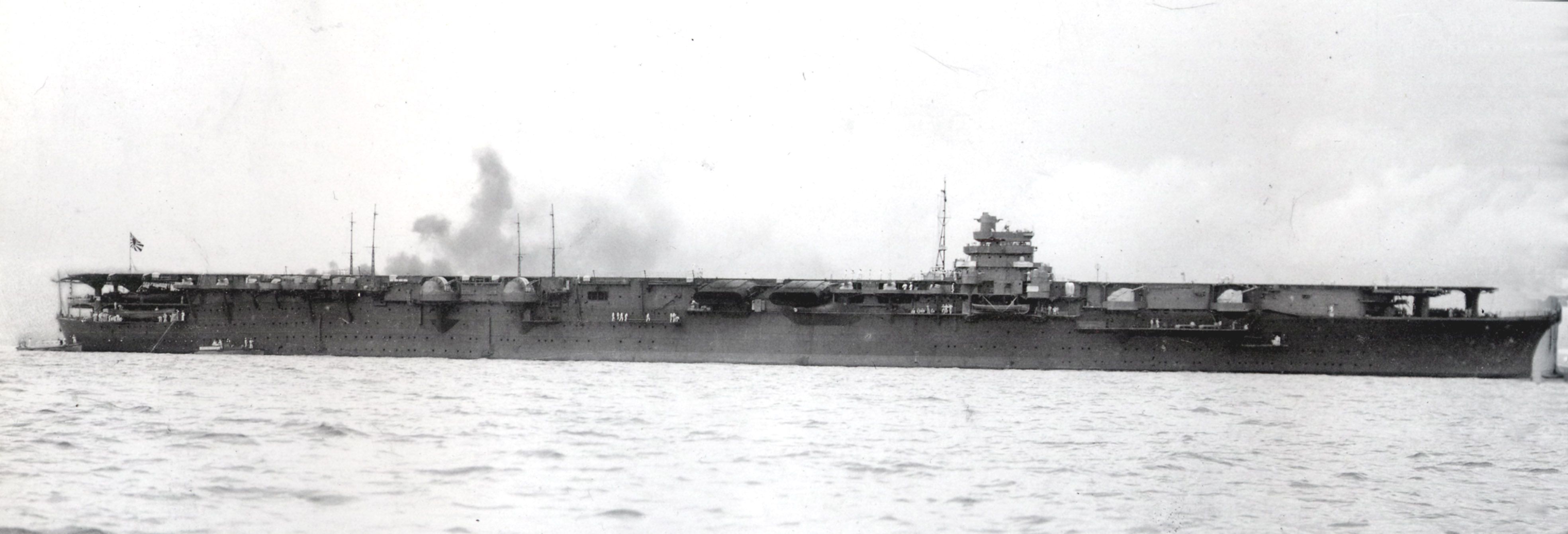
Die Shokaku im Jahr 1941, zusammen mit ihrem Schwesterschiff und den beiden Schlachtschiffen der Yamato-Klasse eines der Kernelemente des 3. Kreis-Bauprogramms.

Die japanische Marine hatte bereits mit dem 1. Kreis-Bauprogramm von 1931 und dem 2. Kreis-Bauprogramm von 1934 Rüstungsprogramme für 90 neue Kriegsschiffe und 22 neue Staffeln für die Marineluftstreitkräfte auf den Weg gebracht. Mit dem Auslaufen des Londoner Flottenvertrags von 1930 wollte die japanische Marine sich an keinen weiteren Abrüstungsverhandlungen (siehe Londoner Flottenkonferenz von 1935/36) beteiligen. Das 3. Kreis-Bauprogramm wurde daher der japanischen Regierung vom Marineministerium unterbreitet und vom Reichstag 1937 ratifiziert. Das auf sechs Jahre ausgelegte Programm forderte den Bau von 71 neuen Kriegsschiffen – darunter zwei Schlachtschiffen und zwei Flugzeugträgern – und für die Marineluftstreitkräfte eine Erweiterung um 14 Staffeln. Die zugeteilten Mittel betrugen 806.549.000 ¥ für den Schiffbau und 75.26.000 ¥ für den Ausbau der Luftstreitkräfte. In einer Ergänzung zum Programm wurden 1938 Haushaltsmittel zum Bau von zwei Schulkreuzern und einem Transportschiff für Lebensmittel bewilligt.

## Einheiten
| Schiffstyp           | Klasse        | Einheiten | Einheiten | Einheiten   | Bemerkungen                                                                             |
| Schiffstyp           | Klasse        | Bau-Nr.   | Name | Bauzeitraum | Bemerkungen                                                                             |
| -------------------- | ------------- | --------- | --- | ----------- | --------------------------------------------------------------------------------------- |
| Schlachtschiff       | Yamato        | 1 – 2     | Yamato (#1), Musashi (#2) | 1937–42     |                                                                                         |
| Flugzeugträger       | Shōkaku       | 3 – 4     | Shōkaku (#3), Zuikaku (#4) | 1937–41     |                                                                                         |
| Seeflugzeugträger    | Nisshin       | 5         | Nisshin (#5) | 1938–42     |                                                                                         |
| Minenleger           | Tsugaru       | 6         | Tsugaru (#6) | 1939–41     |                                                                                         |
| Minenleger           | Hatsutaka     | 7 – 8     | Hatsutaka (#7), Aotaka (#8) | 1938–40     |                                                                                         |
| Kaibōkan             | Shimushu      | 9 – 12    | Shimushu (#9), Kunashiri (#10), Hachijo (#11), Ishigaki (#12) | 1938–41     |                                                                                         |
| Kanonenboot          | Hashidate     | 13 – 14   | Hashidate (#13), Uji (#14) | 1939–41     |                                                                                         |
| Kanonenboot          | Fushimi       | 15 – 16   | Fushimi (#15), Sumida (#16) | 1938–40     |                                                                                         |
| Zerstörer            | Kagerō        | 17 – 34   | Kagerō (#17), Shiranui (#18), Kuroshio (#19), Oyashio (#20), Hayashio (#21), Natsushio (#22), Hatsukaze (#23), Yukikaze (#24), Amatsukaze (#25), Tokitsukaze (#26), Urakaze (#27), Isokaze (#28), Hamakaze (#29), Tanikaze (#30), Nowaki (#31) | 1937–41     | Bauaufträge Nr. 32 bis Nr. 34 annulliert und Mittel zum Bau der Yamato-Klasse verwendet |
| U-Boot               | Junsen-A1     | 35 – 36   | I-9 (#35), I-10 (#36) | 1938–41     |                                                                                         |
| U-Boot               | Junsen-B      | 37 – 43   | I-15 (#37), I-17 (#38), I-19 (#39), I-21 (#40), I-23 (#41), I-25 (#42) | 1938–41     | Bauauftrag Nr. 43 annulliert und Mittel zum Bau der Yamato-Klasse verwendet             |
| U-Boot               | Junsen-C1     | 44 – 48   | I-16 (#44), I-18 (#45), I-20 (#46), I-22 (#47), I-24 (#48) | 1937–41     |                                                                                         |
| Minensuchboot        | Sōkaitei Nr.7 | 49 – 54   | Nr.7 (#49), Nr.8 (#50), Nr.9 (#51), Nr.10 (#52), Nr.11 (#53), Nr.12 (#54) | 1937–39     |                                                                                         |
| Munitionstransporter | Kashino       | 55        | Kashino (#55) | 1939–40     |                                                                                         |
| Erprobungsschiff     | Tsukushi      | 56        | Tsukushi (#56) |             |                                                                                         |
| Minenleger           | Sokuten       | 57 – 61   | Sokuten (#57), Shirakami (#58), Naryū (#59), Kyosai (#60), Ukishima (#61) | 1937–40     |                                                                                         |
| U-Jagdboot           | Kusentei Nr.4 | 62 – 70   | Nr.7 (#62), Nr.8 (#63), Nr.4 (#64), Nr.5 (#65), Nr.11 (#66), Nr.12 (#67), Nr.10 (#68), Nr.9 (#69), Nr.6 (#70) | 1937–39     |                                                                                         |
| U-Boot               | Uboot Nr.71   | 71        | Uboot Nr.71 (#71) | 1937–38     | Experimentelles Hochgeschwindigkeits-U-Boot                                             |
| Ergänzung            |               |           | |             |                                                                                         |
| Schulkreuzer         | Katori        | 72 – 73   | Katori (#72), Kashima (#73) | 1938–40     |                                                                                         |
| Transportschiff      | Irako         | 74        | Irako (#74) | 1940–41     |                                                                                         |